# BIBSYS
BIBSYS is een Noorse overheidsinstantie die producten en bibliotheekdiensten levert, voornamelijk aan de Nationale Bibliotheek van Noorwegen en instellingen van het universitair en het hoger onderwijs.
BIBSYS is een orgaan dat valt onder het Noorse ministerie van onderwijs en wetenschappen, en maakt administratief deel uit van een afdeling van de Technisch-natuurwetenschappelijke Universiteit van Noorwegen in Trondheim, maar heeft een eigen raad van bestuur met leden die zijn aangesteld door het Ministerie van Onderwijs.
BIBSYS begon in 1972 als een samenwerkingsproject tussen de bibliotheek van het Koninklijke Noorse Wetenschappelijke Genootschap, de bibliotheek van het toenmalige Technische Hogeschool van Noorwegen en het Regentsenteret van het toenmalige Technische Hogeschool van Noorwegen, met als doel de interne bibliotheekroutines te automatiseren. BIBSYS is sindsdien uitgegroeid tot leverancier van een nationaal bibliotheeksysteem voor Noorse afdelings- en onderzoeksbibliotheken.